# Lophocampa brunnescens
Lophocampa brunnescens là một loài bướm đêm thuộc phân họ Arctiinae, họ Erebidae.